# 懷希-懷埃胡 (夏威夷州)
懷希-懷埃胡（英語：Waihee-Waiehu）是位於美國夏威夷州茂宜縣的一個人口普查指定地區。

## 地理
懷希-懷埃胡的座標為20°55′11″N 156°30′16″W / 20.91972°N 156.50444°W，而該地最高點為海拔高度21米（即69英尺）。

## 人口
根據2010年美國人口普查的數據，懷希-懷埃胡的面積為12.90平方千米，當中陸地面積為10.70平方千米，而水域面積為2.20平方千米。當地共有人口8841人，而人口密度為每平方千米685.35人。